# Crisocola
Crisocola (por vezes cobre silíceo) é um mineral e mineraloide do grupo dos filossilicatos composto por silicato de cobre hidratado de fórmula 
Cu2–xAlx{H2–xSi2O5)(OH)4•nH2O (x<1) ou (Cu,Al)4H4 (OH)8 Si4O10 ·nH2O). A estrutura deste mineral tem sido questionada, tendo um estudo espectrográfico sugerido que pelo menos algum do material identificado como crisocola será um mistura de spertiniite e calcedónia.

## Descrição
A crisocola ocorre sob a forma de incrustações em rochas, em massas estalactíticas ou a preencher fissuras, apresentando uma intensa coloração verde brilhante ou azulada. Os espécimes de maior pureza, uma vez polidos, produzem pedras ornamentais altamente apreciadas.
Um estudo de 2006 encontrou evidências de que a crisocola poderia ser uma mistura microscópica de mineral de hidróxido de cobre conhecido por spertiniite, sílica amorfa (provavelmente calcedónia ou opala) e água.

### Etimologia
O nome «crisocola» deriva do grego χρυσόκολλα, chrysos, "ouro", e kolla, "cola", uma alusão ao nome do material usado para soldar o ouro na antiga Grécia. As primeiras crónicas que referem o seu uso estão datadas em torno de 315 a. C. Teofrasto alude à crisocola como o elemento usado para soldar o ouro.
Esse pigmento seria, de acordo com o lexicógrafo William Smith, o pigmento verde carbonato de cobre, ou malaquite, mencionado por Vitrúvio como um pigmento utilizado para pintar as paredes. Floro, ao citar as riquezas minerais da Hispânia, na época de Augusto, cita o ouro, crisocola, vermilião e outros pigmentos.
Aulo Cornélio Celso cita a crisocola como um medicamento erodente. Segundo Estrabão, a crisocola era encontrada na urina de pessoas com pedras nos rins.

### Ocorrência
A crisocola é um mineral secundário formado na área de oxidação que se forma no topo de depósitos de minerais ricos em cobre. Por essa razão é comum encontrar a criscola associada a outros minerais minerais de cobre, como a cuprite, a azurite e a malaquite, entre muitos outros. Esse relação com as jazidas cupríferas fez da crisocola um indicador à superfície usado pelos mineradores de antiguidade como da presença de depósitos de cobre soterrados.
A crisocola geralmente ocorre em agregados minerais formando massas de hábito cristalino botroidal (em forma de uvas) ou massas arredondadas ou em camadas, por vezes formando veios. Devido à sua cor clara, às vezes é confundida com a turquesa.
Entre os lugares com maiores depósitos de crisocola conhecidos estão Israel, República Democrática do Congo, Chile, Cornualha (Inglaterra) e os estados norte-americanos de Arizona, Utah, Idaho, Peru, Novo México e Pensilvânia.

## Uso em joalharia
Por ser mais comum do que a turquesa, sua ampla disponibilidade e cores vívidas azuis e verde-azuladas, a crisocola é popular para uso como pedra semipreciosa para esculturas e uso ornamental desde a antiguidade. É frequentemente usado em ourivesaria no lugar da turquesa e é relativamente fácil de trabalhar e talhar. O crisocola exibe uma ampla gama de durezas variando de 2 a 7 (Mohs), o que depende da quantidade de sílica incorporada aquando da formação. Geralmente, a crisocola azul-marinho escura é demasiado macia  para ser usado em jóias, enquanto a crisocola ciano, verde e azul-verde pode ter uma dureza que se aproximando de 6, semelhante à turquesa. a calcedónia-crisocolo é uma forma de  fortemente silicificada que se forma em depósitos de quartzo podendo exiber dureza que se aproxima de 7 (Mohs).

## Galeria

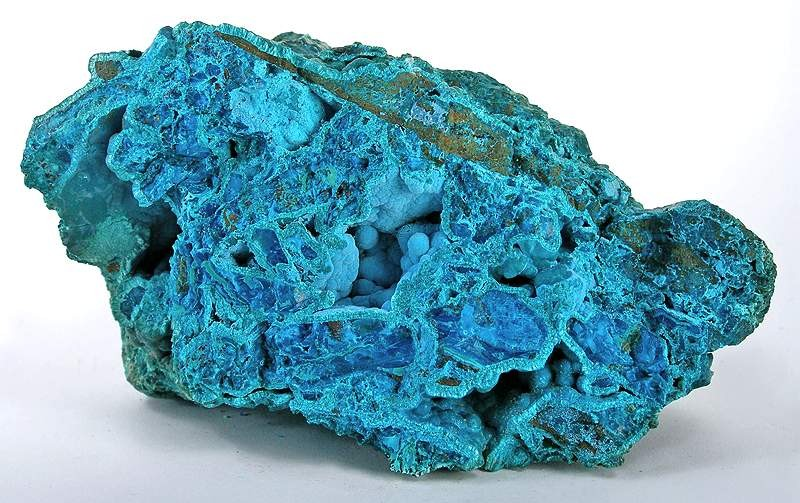
Crisocola azul-vivo em crescimento estalactítico e como uma camada fina dentro de uma rocha de tirolite (Mina de San Simon, Província de Iquique, Chile; tamanho: 14,1 x 8,0 x 7,8 cm).
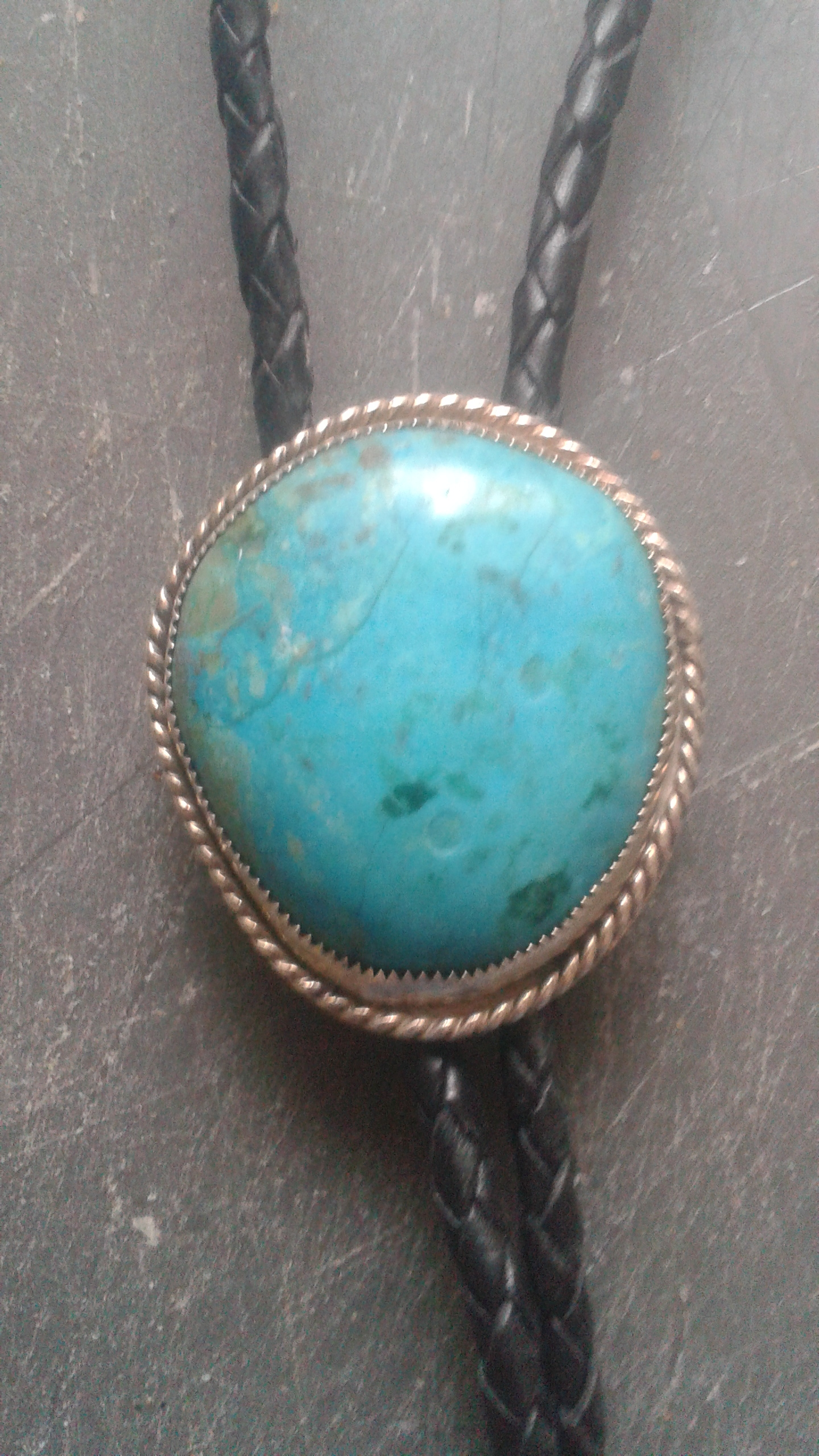
Crisocola incrustada num bolo tie de prata (Kennecot Copper Mine em Bingham Canyon, West Valley City, Utah).
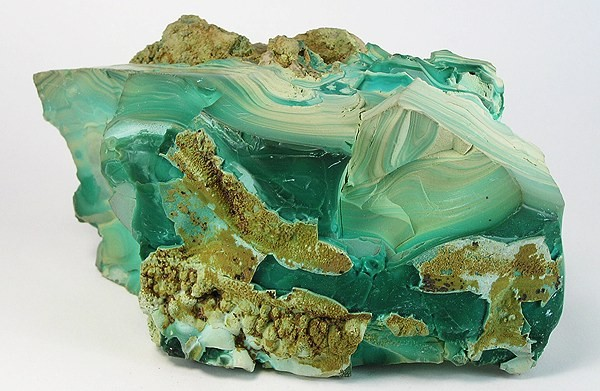
Crisocola bandeada branca e verde proveniente de Bisbee (Arizona) (tamanho da amostra: 12.2 x 5.5 x 5.2 cm).
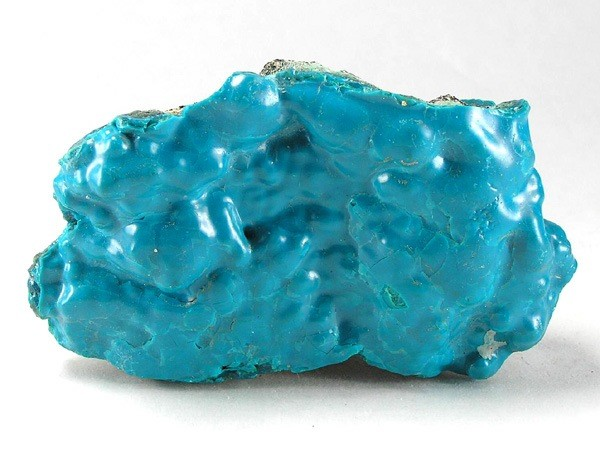
Crisocola no seu característico estado botroidal.
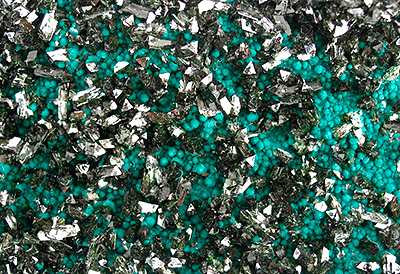
Brochantite (verde-esmeralda) e crisocola (Rokana Mine, Zambian Copperbelt).